# 18027 Gokcay
18027 Gokcay este un asteroid din centura principală de asteroizi.

## Descriere
18027 Gokcay este un asteroid din centura principală de asteroizi. A fost descoperit pe 18 mai 1999 la Socorro, New Mexico, în cadrul proiectului LINEAR. Asteroidul prezintă o orbită caracterizată de o semiaxă mare de 2,25 ua, o excentricitate de 0,14 și o înclinație de 5,1° în raport cu ecliptica.